# Sofia Adlersparre
Sofia Adolfina Adlersparre (Mörbylånga, 6 marzo 1808 – Stoccolma, 23 marzo 1862) è stata una pittrice svedese.

## Biografia
Figlia del politico Axel Adlersparre, studiò a Stoccolma con Carl Gustaf Qvarnström, Johan Gustaf Sandberg e Olof Johan Södermark, poi si trasferì a Parigi all'accademia di Léon Cogniet. Qui ebbe tra i suoi compagni di studi Carl Wahlbom e Per Wickenberg. La sua più grande mecenate fu l'allora principessa ereditaria Giuseppina di Leuchtenberg.
Si distinse per le copie di altri artisti come Bartolomé Esteban Murillo e Raffaello Sanzio. I suoi lavori principali sono la copia della Madonna Sistina (oggi nella Cattedrale di Sant'Olav di Oslo), la copia de L'Annunciazione di Cristo di Raffaello al Louvre (1846, ora nella Cattedrale di Sant'Erik), la copia di Santa Cecilia di Raffaello al Louvre (1846) e la copia de La morte di Giuseppe del Volterrano (1851-55).
Come artista indipendente è nota per alcuni ritratti di reali svedesi, per un ritratto di Pio IX e per un autoritratto (1840 circa, Accademia delle Arti Liberali). Fu l'iniziatrice di una lunga generazione di artiste svedesi che seguirono il suo esempio. Fu insegnante di Amalia Lindegren ed Emily Nonnen.